# فيلدرانرز 2
فيلدرانرز 2 (بالإنجليزية: Fieldrunners 2) ، هي الجزء الثاني من سلسلة لعبة فيلدرانزر، صدرت في السوق بتاريخ 19 يوليو سنة 2012م، وتعمل على عدة برامج العاب تشغيلية ومنها بلاي ستيشن بورتبل ومتجر تطبيق آي تونز.